# Атон, Уильям, барон Атон
Уильям Атон (англ. William Aton; приблизительно 1299—1386/89) — английский аристократ, 1-й и единственный барон Атон (с 1359 года).

## Биография
Уильям Атон был сыном сэра Гилберта Атона. С 10 октября 1359 года его вызывали в парламент как барона Атона. Уильям занимал должность шерифа Йоркшира с 27 ноября 1368 по 1370 и с 12 декабря 1372 по 1373. 22 февраля 1377 года из-за преклонного возраста он получил пожизненное освобождение от назначений мировым судьей, мэром и шерифом, а также от участия в суде присяжных.
Атон был женат на Изабелле Перси, дочери Генри Перси, 2-го барона Перси, и Идонеи Клиффорд. В этом браке родились: 
- Уильям (он женился на Маргарет Пойнингс, дочери 1-го барона Пойнингса, но умер бездетным при жизни отца)[1];
- Анастасия, жена сэра Эдуарда Сент-Джона (её дочь Маргарет стала матерью Генри Бромфлета, 1-го барона Вески);
- Кэтрин, жена сэра Ральфа Эйра;
- Элизабет, жена сэра Уильяма Плейса[2][3].